# Asparagus intricatus
Asparagus intricatus — вид рослин із родини холодкових (Asparagaceae).

## Біоморфологічна характеристика
Кущ 60 см заввишки.

## Середовище проживання
Ареал: ПАР.